# Cincinnati Times-Star Building
Il Cincinnati Times-Star Building è un edificio storico di Cincinnati, in Ohio. È stato inserito nel registro nazionale dei luoghi storici il 25 novembre 1983. Fu costruito nel 1933 ed è stato progettato dalla ditta di Samuel Hannaford & Sons in stile Art Deco.

## Caratteristiche
L'edificio in pietra calcarea ha 15 piani. Per motivi di superstizione, nessun piano è chiamato tredicesimo. Sulla cima della torre si trovano quattro pilastri, ciascuno in un angolo dell'edificio; rappresentano il patriottismo, la verità, la velocità e il progresso. 
Per anni ha ospitato società di editoria e sedi di testate giornalistiche.